# انهيار (مواد)
الانهيار (بالفرنسية: Rupture)‏: يستخدم مصطلح الانهيار في المراجع التي تذكر الزحف وتعني به الانكسار. قد يؤدي الزحف إلى فشل أحد الأجزاء الميكانيكية خلال الخدمة نتيجة التشوه المفرط، بحيث لن تستطيع أن تعمل بصورة مُرضية. ومع ذلك، بعد وقت طويل تحت الحمل ودرجة الحرارة العالية، من الشائع أن تخفق الأجزاء الميكانيكية بالانهيار أكثر من أن تفشل نتيجة التشوه المفرط.

## اقرأ أيضًا
- انكسار